# Сан-Мартин, Хосе Мария
Хосе Мария Сан-Мартин-и-Фугон (исп. José María San Martín y Fugón, Накаоме, Гондурас, 29 марта 1811 — Чалатенанго, Сальвадор, 12 августа 1857) — центральноамериканский политик, министр финансов и обороны Сальвадора (1846—1847, 1856).

## Биография
Родился в креольской семье; был сыном консервативного политика Хоакина де Сан-Мартина-и-Ульоа, который также был главой Сальвадора. В детстве его семья переехала в город Чалатенанго, Сальвадор. Начал изучать философию в университете Сан-Карлос, Однако, так и не доучившись, бросил университет. В 1832 году он был избран депутатом Сальвадора. В 1834 году он вступил в армию, собранную его отцом (который тогда управлял Сальвадором) для поддержания независимости от СПЦА, где в то время управлял либеральный Франсиско Морасан. После победы Морасана семья Сан-Мартина была сослана в Мексику.
Хосе вернулся в Сальвадор в 1840 году и был призван в государственную армию в чине подполковника. В 1842 году он возглавил вооруженное восстание против генерала Франсиско Малеспина, военачальника государства. Это восстание не удалось, и Сан-Мартин был сослан в Гондурас.
Вернулся в Сальвадор в 1845 году. 16 мая 1846 года президент Эухенио Агилар, назначил его министром финансов и, одновременно — министром обороны. Сан-Мартин служил до 19 сентября 1847. Избран сенатором в 1850 году, был председателем созыва (1851-1853). Служил в должности временного президента страны с 30 января по 1 февраля 1852 года. В конце 1853 года избран президентом Сальвадора, вступил в должность 15 февраля 1854 года.
В апреле 1854 года произошло землетрясение, разрушившее часть столицы Сальвадора — городе Сан-Сальвадор. Правительство постановило основание нового города с тем же названием — Сан-Сальвадор (в настоящее время Санта-Текла).
Сан-Мартин вернулся на пост министра финансов в правительстве Рафаэля Кампо, в период между 4 августа по 8 октября 1856 года.
Бывший президент умер в Чалатенанго, во время эпидемии холеры.